# پنیر بری
پنیر بری (به فرانسوی: Brie) پنیری است که در بخش بری از شهرستان سنه مرن در فرانسه تولید می‌شود. کمی زردرنگ با لایه خاکستری و خمیری و نرم است.

## ارزش غذایی
یک وعده سی گرمی از پنیر بری حاوی ۱۰۱ کالری (۴۲۰ کیلوژول) و ۸.۴ گرم چربی است که از این مقدار ۵.۲ گرم آن چربی اشباع شده است. پنیر بری، منبع خوبی از پروتئین است. یک وعده بری می تواند ۵ تا ۶ گرم پروتئین را تأمین کند. بری حاوی مقدار مناسبی ویتامین B12 و ویتامین B2 است. 